# John Turner
John Napier Wyndham Turner (Richmond upon Thames, 7 giugno 1929 – Toronto, 19 settembre 2020) è stato un politico canadese. Fu il diciassettesimo Primo ministro del Canada dal 30 giugno 1984 al 17 settembre 1984.

## Biografia
John Napier Wyndham Turner nacque a Richmond upon Thames, Inghilterra da Leonard Turner e Phyllis Gregory. Nel 1963, sposò Geills McCrae Kilgour da cui ebbe una figlia (Elizabeth) e tre figli (David, Michael, e Andrew).